# Zwieselter Filz
Zwieselter Filz je malé rašeliniště nacházející se v Národním parku Bavorský les mezi ladami Lindbergschachten a Kohlschachten. Je jedním z mála rašelinišť vyskytujících se na této straně Šumavy, je však celé zpřístupněno, jelikož jím prochází dálková turistická stezka, obdobně jako skrz blízké Latschenfilz. Z povalového chodníku můžeme zahlédnout pět z mnoha rašelinných jezírek.

## Vegetace
Obdobně jako na všech šumavských rašeliništích se i zde setkáme s klečovým porostem borovice blatky, která tvoří nejsvrchnější patro porostu, suchopýrem pochvatým a v okolí jezírek i s masožravou rosnatkou okrouhlolistou.